# Tirteo (film)
Tirteo (Tyrtée) è un cortometraggio muto del 1912 diretto da Louis Feuillade, dalla durata complessiva di 11 minuti.

## Produzione
Il film fu prodotto dalla Société des Etablissements L. Gaumont.

## Distribuzione
Distribuito dalla Société des Etablissements L. Gaumont, uscì nelle sale cinematografiche francesi nel settembre 1912.